# Neumopericardio
Neumopericardio es una condición médica donde entra aire en la cavidad pericárdica. Esta condición ha sido reconocida en neonatos prematuros, en el que se asocia con patología pulmonar severa, después de una resucitación enérgica, o en la presencia de ventilación asistida. Esta es una complicación seria, la cual si no se trata puede llevar a taponamiento cardiaco y la muerte. Una condición llamada neumomediastino la cual es la presencia de aire en el mediastino, puede imitar y también coexistir con neumopericardio.
Pueda ser congénito, o creado por una herida.

## Fisiopatología
El mecanismo responsable del neumopericardio es el Efecto Macklin – Inicialmente hay un gradiente de presión incrementado entre el alveolo y el espacio intersticial. La presión incrementada lleva a la ruptura alveolar, como consecuencia, entra aire a través del espacio pulmonar intersticial pericapilar. Este espacio es continuo con el peribronquial y las vainas perivasculares pulmonares. Desde ahí, el aire va al hilio pulmonar y luego al mediastino. En caso de rasgadura pericardial, este aire penetra la cavidad pericardial y el neumopericardio se desarrolla. La condición puede mantenerse asintomática o puede progresar a condiciones que amenazan la vida como neumopericardio tensional o taponamiento cardiaco.

### Características clínicas
El paciente sintomático puede presentar disnea, cianosis, dolor de pecho, pulso paradójico, bradicardia o taquicardia. En el examen físico, el paciente puede tener la clásica Triada de Beck – hipotensión, distensión venosa yugular y sonidos de corazón distante, cuando es complicada por taponamiento cardiaco. La extensión del aire mediastínico a los tejidos subcutáneos a través de los planos fasciales pueden llevar a un enfisema subcutáneo. Cuándo aire y los fluidos se mezclan en el saco pericárdico, se puede oír un sonido de tintineo superpuesto sobre una succión de salpicaduras. Esto es conocido como “Bruit de Moulin”, que en francés significa soplo de "rueda de molino". El aire entre el pericardio parietal anterior y la caja torácica pueden dar lugar al Signo de Hamman – el cual es un sonido de crujido típicamente oído en la auscultación del pecho, pero a veces puede ser oído incluso con la oreja sin ayuda de instrumentos.